# Merry Christmas Strait to You!
Merry Christmas Strait to You! è un album in studio del cantante di musica country statunitense George Strait, pubblicato nel 1986.

## Tracce
1. White Christmas – 3:03 (Irving Berlin)
2. There's a New Kid in Town – 4:27 (Don Cook, Curly Putman, Keith Whitley)
3. Winter Wonderland – 2:23 (Felix Bernard, Dick Smith)
4. Merry Christmas Strait to You – 2:40 (Bob Kelly)
5. Away in a Manger – 2:44 (James R. Murray)
6. For Christ's Sake, It's Christmas – 3:13 (Hank Cochran, Dean Dillon)
7. Frosty the Snowman – 2:18 (Walter E. Rollins, Steve Nelson)
8. When It's Christmas Time in Texas – 3:09 (Benny McArthur)
9. Santa Claus Is Coming to Town – 2:12 (John Frederick Coots, Haven Gillespie)
10. What a Merry Christmas This Could Be – 3:05 (Cochran, Harlan Howard)